# 그랜트 쇼
그랜트 쇼(Grant Show, 1962년 2월 27일 ~ )는 미국의 배우이다.

## 출연 작품
- 디비어스 메이드 시즌3 (2015)
- 패스트트랙:무한 질주 (2014)
- 디비어스 메이드 (2013)
- 마인드필드 (2012)
- 포제션 : 악령의 상자 (2012)
- 본 투 레이스 (2011)
- 액시덴틀리 (2009)
- 나탈리 홀로웨이 (2009)
- 스윙타운 (2008)
- 프라이빗 프랙티스 (2007)
- 이웃집 소녀 (2007)
- 더트 (2007)
- 포인트 플레전트 (2005)
- 홈랜드 시큐리티 (2004)
- 인크립트 (2003)
- 아이스(영어판) (1998)
- 모정의 선택 (1997)
- 텍사스 (1994)
- 죽음의 항해 (1992)
- 쿠퍼스미스 (1992)
- 여자 남자 그리고 침대 (1992)
- 비버리힐즈의 아이들 (1990)
- 사랑의 유람선 (1977)